# Симпосій

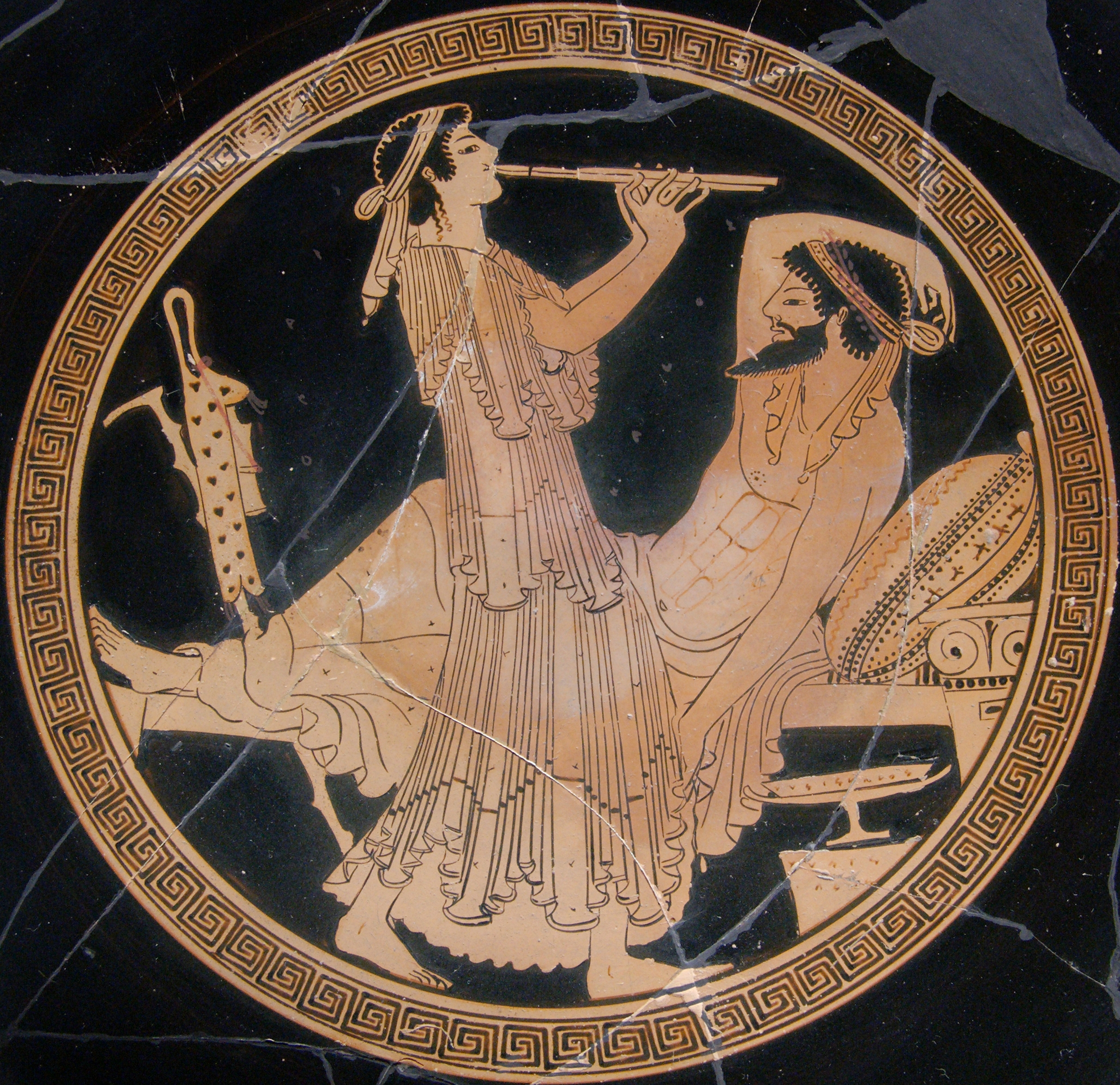
Тондо кілікса із зображенням типової сцени симпосію та написом Калос, Вазописець Кольмара, Лувр

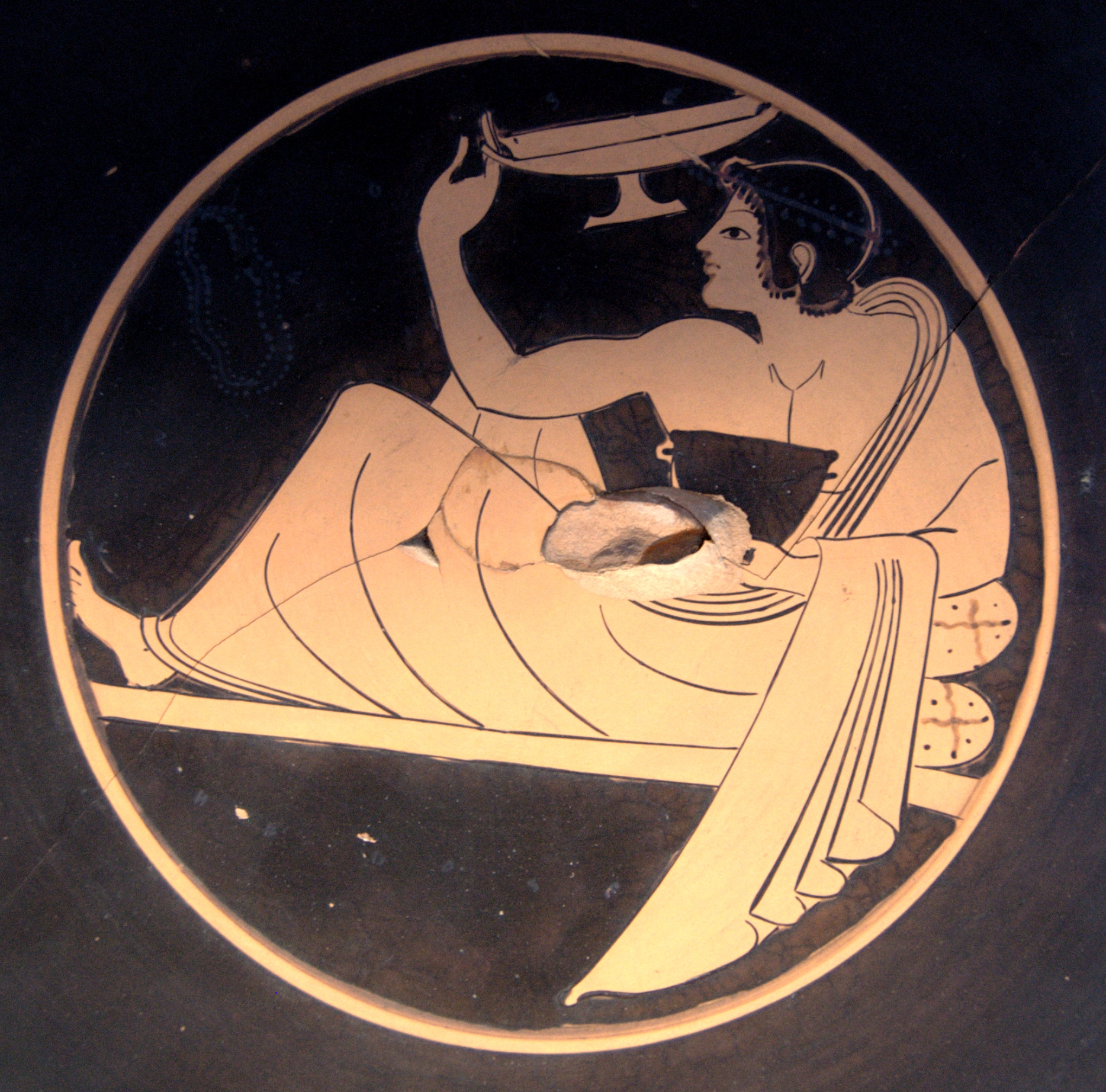
Гра у коттаб, гончар Памфей

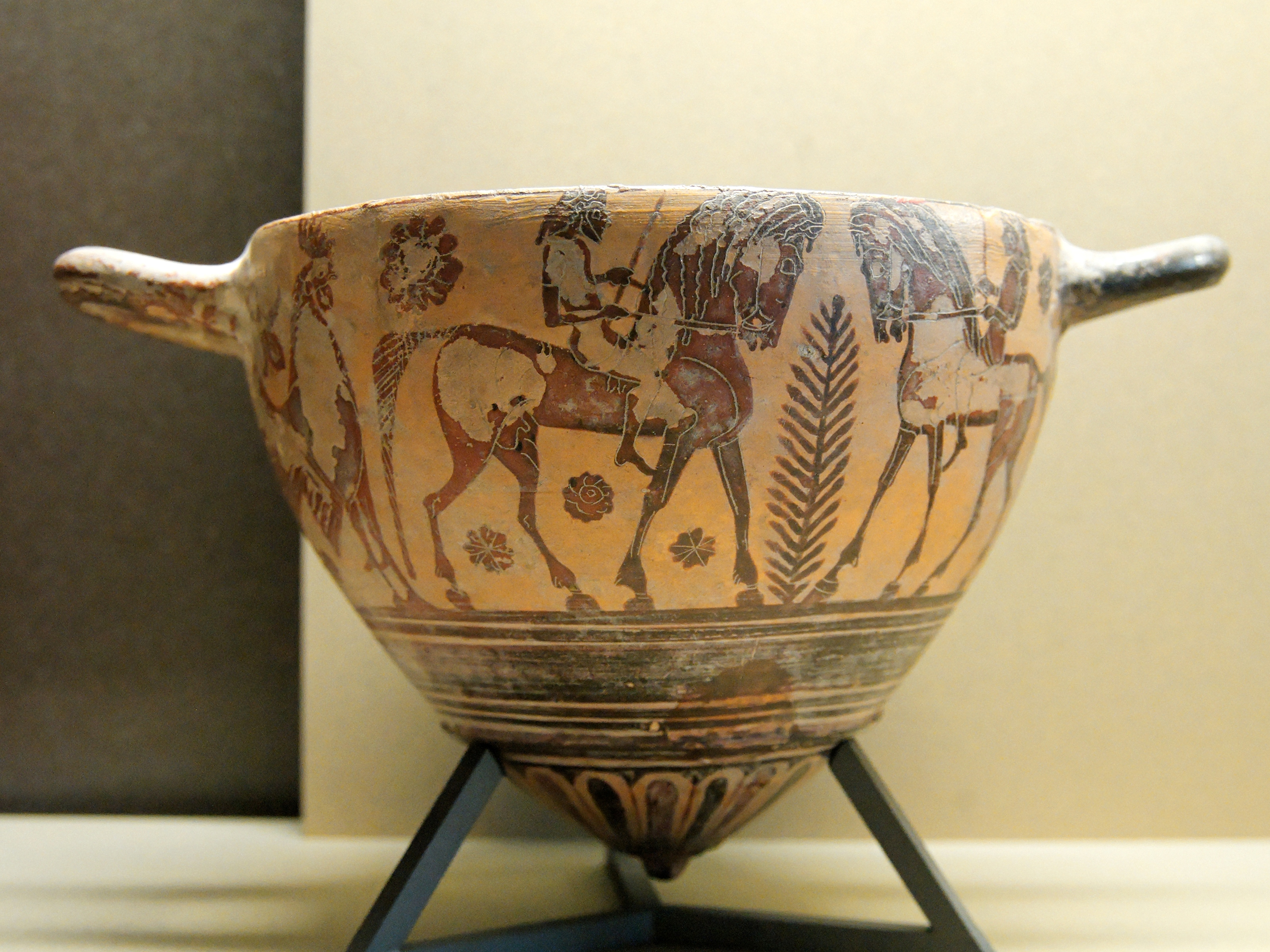
Мастос — кубок, що не мав плаского дна, аби його неможливо було покласти на стіл, допоки вино не допито

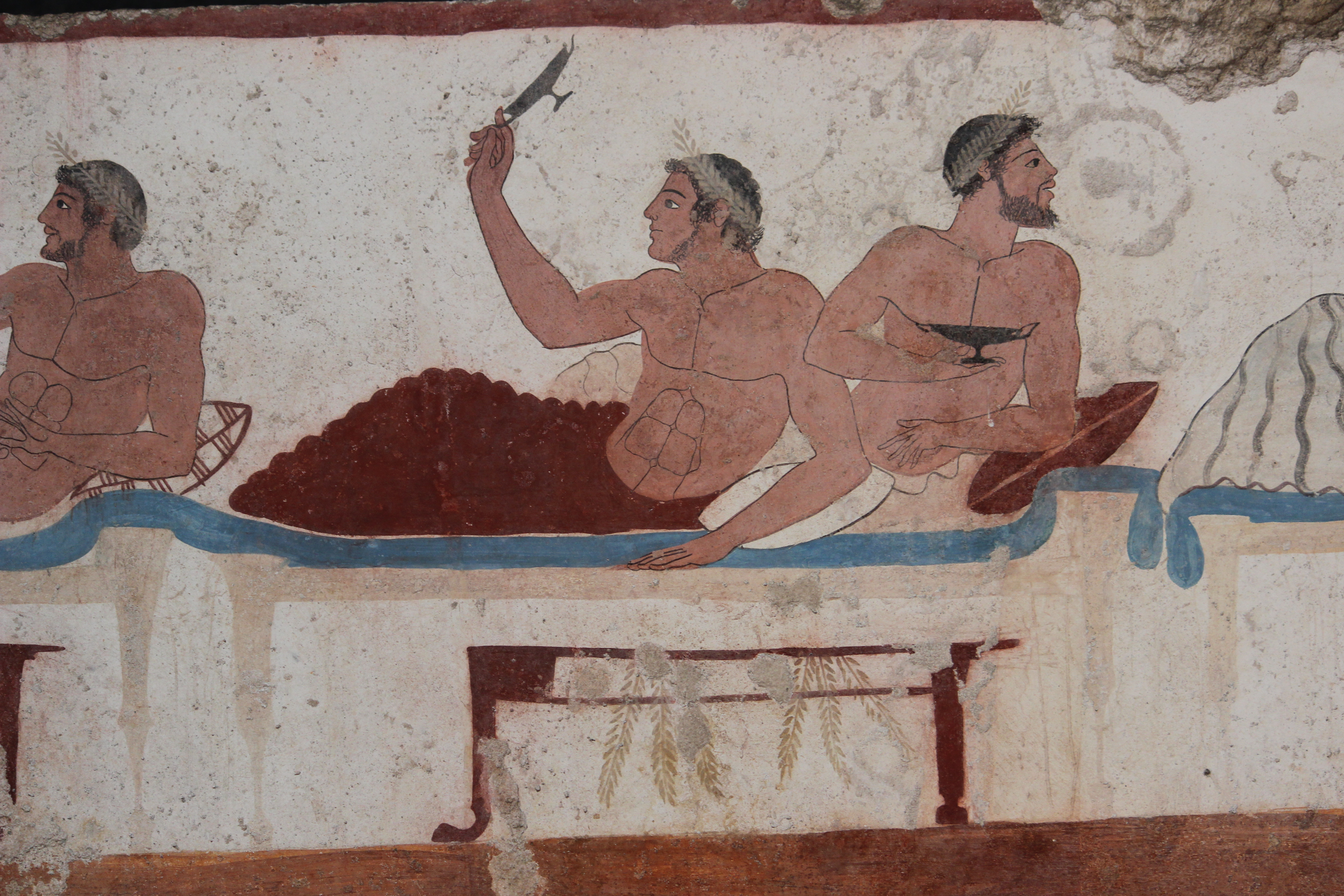
Пестум. Поховальна комора пірнальника. Сцена сімпосія, стінопис на північній стіні

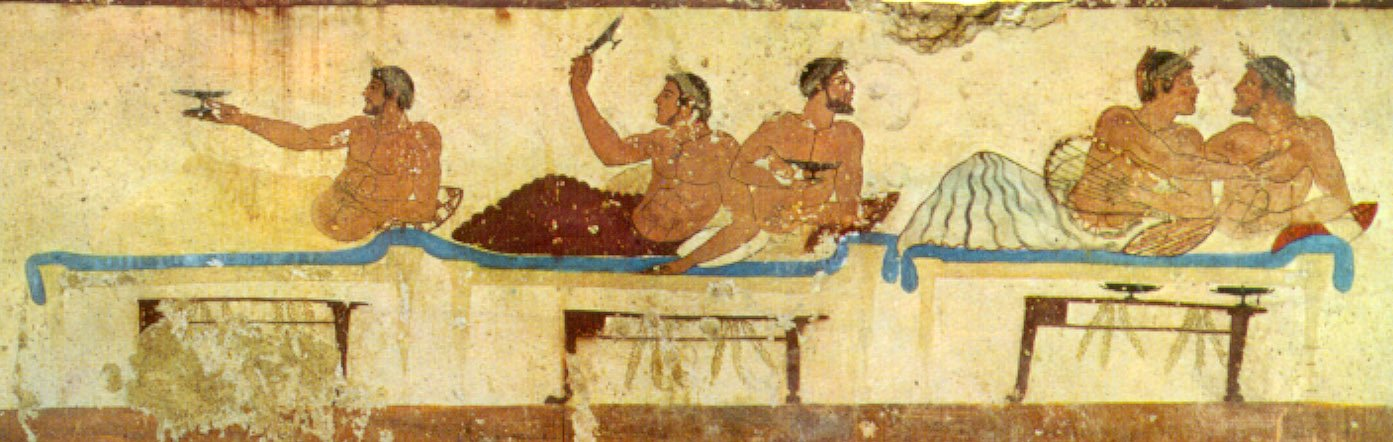
Сцена гри в коттаб на сімпосії

Симпо́сій (дав.-гр. συμπόσιον, сюмпозіон, від συμπίνειν, сюмпінейн — «пити разом») — ритуалізований бенкет у Стародавній Греції, що супроводжувався буйними веселощами — важлива складова чоловічого дозвілля.
Симпосій проходив в окремій круглій кімнаті в центрі будинку, яка називалася андрон (букв. «чоловіча кімната»). Стіни андрону були декоровані фресками. У кімнаті були також дивани з подушками,які дозволяли розміщуватися по двоє. Єдиними представницями жіночої статі були рабині — флейтистки, танцівниці, повії.
Симпосій проводився після трапези біля домашнього вівтаря і починався з ритуального обмивання рук і оббризкування пахощами. Учасники сімпосія — симпосіасти — прикрашали себе і посудини з вином вінками з плюща, мирта і квітів. Як прикраси також використовувалися білі та червоні пов'язки, що символізували відданість богу Діонісу. Перший ковток вина з чаші, яка передавалася по колу, випивали на честь доброго духа — демона. Богам також належало вино, яке вихлюпувалося з кубків під старовинну культову пісню, присвячену богу Аполлону і виконувану під музичний супровід флейти.
Роль чашників зазвичай виконували молоді юнаки, в обов'язки яких входило розносити вино серед присутніх і розводити його водою. Під час симпосіїв кіфаристки і флейтистки виконували музичні твори, а запрошені танцюристи, акробати і співаки обох статей потішали погляди гостей. Самі гості теж виконували пісні, які називалися сколіями. Ксенофан повідомляє, що на симпосіях влаштовувалися артистичні вистави, проводилися конкурси імпровізованих промов й ігри з порівняння і розгадування загадок. Для участі у сімпосіях запрошувалися й гетери.
Симпосіі славилися своїми іграми. Найпопулярнішим був, так званий, «коттаб» (грец. Κότταβος), зображення якого збереглося на багатьох вазах, у тому числі на знаменитому псиктері Ефронія з Державного Ермітажу, Санкт-Петербург. Під час цієї гри учасники випліскували залишки вина зі своїх відкритих посудин (кіліксів або скіфосів), намагаючись влучити в ціль.
В античні часи існувало чимало посудин різних форм, які отримали у сучасній літературі назву судин «брудних жартів» (брудних трюків). Серед них були кілікси із отвором у ніжці, вино з яких несподівано проливалося на того, хто пив; посудини з подвійним дном; посудини, у конструкції яких використовувався ефект сполучених посудин, відтак вино то з'являлося, то зникало. Всі ці судини використовувалися під час симпосіїв, щоб повеселити присутніх на бенкеті.
Із числа присутніх на симпосії обирався симпосіарх. Він керував бенкетом, стежив за порядком і обирав теми для бесіди. Від порядної людини очікувалося, що випиваючи, він збереже чесноти і самостійно знайде дорогу додому.
Єдині збережені донині письмові приписи щодо проведення симпосіїв містяться у «Законах» Платона. Однойменний вірш Ксенофана Колофонського свідчить про те, що симпосії проводилися ще в VI століття до н. е. В описаній формі традиція симпосіїв зберігалася до самого кінця античного часу.